# Alan III de Nantes
Alan de Bretagne (li correspondria Alan III, però no se li aplica més que rarament, i tampoc s'utilitza gaire el nom Alan II de Bretanya; a vegades se l'esmenta com Alan III de Nantes aprofitant que Alan III de Bretanya fou l'únic Alan que no fou comte de Nantes) (nascut després del 981, mort el 990), fou duc de Bretanya (de iure) i comte de Nantes de 988 a 990, fill i successor de Guerech de Bretanya i d'Aremburga d'Ancenis, de 988 à 990.
Va succeir al seu pare (mort 988) com a duc i comte quan era molt jove, i hauria mort de malaltia el 990. La seva mort va permetre a Conan I de Bretanya, comte de Rennes, que ja havia matat el pare Guerech (i al germà d'aquest Hoel I) d'ocupar Nantes i proclamar-se duc de Bretanya.